# Фонтеи
Фонте́и (лат. Fontei) — древнеримский плебейский род тускуланского происхождения, среди представителей которого наиболее известны:
- Публий Фонтей Капитон, претор 169 года до н. э[1][2][3].;
- Публий Фонтей Бальб, претор 168 года до н. э[4][5][6].;
- Маний Фонтей (ум. после 68 до н. э.), претор, предположительно, 75 года до н. э.;
- Публий Фонтей Капитон (ок. 94 — после 54 до н. э.), монетный триумвир около 55 года до н. э[7][8]. Возможно, являлся приёмным отцом Клодия[9][10][11];
- Фонтей (I в. до н. э.), предполагаемый городской претор Рима около 54 года до н. э[12][13][14]. Возможно, одно лицо с предыдущим;
- Гай Фонтей Капитон (ум. после 33 до н. э.), консул-суффект 33 года до н. э., занимавший, по одной из версий, должность народного трибуна около 39 года до н. э.;
- Фонтей Агриппа (ум. после 70), проконсул Азии в 70 году.